# فالتر فون در فوغلفايدي
 فالتر فون در فوغلفايدي (بالألمانية: Walther von der Vogelweide) (مسقط رأسه محتَلف بشأنه 1170 - فورتسبورغ، 1230) أشهر وأهم شعراء القصيدة الغنائية باللغة الألمانية المتوسطة المتأخرة بالعصور الوسطى. وقد تحول هذا الشاعر، الذي يعد من أهم الشعراء في منتصف العصر الوسيط، عن المفهوم التقليدي للغزل الرفيع وهاجم معلمه راينمار فون هاجناو. والتقى بفولفرام فون اشنباخ في بلاط هرمانس فون تورينجن.
لا يعرف سوى القليل عن حياة فالتر. كان مغن متجول يؤدي العروض للرعاة في مختلف البلاطات الملكية في ولايات الإمبراطورية الرومانية المقدسة. يرتبط اسمه بشكل أساسي ببلاط بابنبرغ في فيينا. في وقت لاحق من حياته، منحه الإمبراطور الروماني المقدس المستقبلي فريدريك الثاني إقطاعية صغيرة.
احتفت الأجيال اللاحقة بأعماله بشكل كبير –كان بالنسبة لمغنيي أغاني الحب كاتبًا تجب محاكاته- مما انعكس في الحفظ الاستثنائي لعمله ضمن 32 مخطوطة من جميع أجزاء ألمانيا العليا. عثر على أكبر مجموعة مفردة في كوديكس مانيس تضم نحو 90% من أغانيه المعروفة. مع ذلك، فإن معظم مخطوطات أغاني الحب تحافظ فقط على النصوص، وبالتالي فهناك القليل جدًا من ألحان فالتر التي صمدت إلى اليوم.
تشمل الأغاني البارزة أغنية عن الحب بعنوان «تحت ليندن»، وأغنية التأمل «إيلغي» وأغاني الحملة الصليبية التي صمدت ألحانها حتى اليوم.

## لمحة تاريخية عن حياته
مع كل شهرته، لم يعثر على اسم فالتر في السجلات المعاصرة، باستثناء ذكر وحيد في حسابات السفر لأسقف إرلا من أبرشية باسو: «إلى فالتر المغني من فوغلفايدي 5 صوليدوسات من أجل معطف من الفرو». المصادر الرئيسية للمعلومات التي جمعت عنه هي قصائده الخاصة والإشارات العرضية من قبل المغنين المعاصرين أمثاله. كان فارسًا، لكن ربما ليس من الأغنياء أو مالكي الأراضي. يبدو أن اسمه، فون در فوغلفايدي، يشير إلى أنه لا يملك رخصة أرض، إذ تشير فوغلفايدي («مراعي الطيور») إلى ميزة جغرافية عامة وليس إلى مكان محدد. ربما منح اللقب لشجاعته في الجيش، وكان خادمًا في أسرة غنية نبيلة قبل أن يبدأ رحلاته.

### مكان الولادة
يظل مسقط رأس فالتر غير معروف، ونظرًا لعدم وجود أدلة وثائقية، فمن المحتمل أنه لن يعرف أبدًا. هناك احتمال ضئيل أن يكون اسمه مشتقًا من مكان ولادته، ففي الفترة الزمنية التي عاش فيها كان هناك العديد ممن سموا «فوغلفايدي»، إذ كان الناس حينها يصطادون الصقور من أجل الطعام أو من أجل صوتها. لهذا السبب، يجب الافتراض بأن المغني لم يحصل على اسمه أساسًا لأغراض الاتصال ما بعد الإقليمي، لأنه لن يتمكن من استخدامه في مهمة واضحة. استخدم أشخاص آخرون من النبلاء وشعراء الطبقة العليا الذين سافروا مع أسيادهم الاسم الذي لا لبس فيه لملكيتهم أو مكانهم الأصلي، كان الاسم مفيدًا فقط في المنطقة المجاورة القريبة، حيث يوجد فوغلفايدي واحد أو حيث كان المعنى الذي يحمله الاسم مفهومًا. كانت الأسماء المستعارة أمرًا منتشرًا في القرن الثاني عشر والثالث عشر، في حين كان شعراء أغاني الحب يعرفون بأسمائهم النبيلة التي كانت تستخدم لتوقيع الوثائق.
في عام 1974، تعرف هيلموت هورنر على مزرعة مذكورة في عام 1556 باسم «فوغلفايدهوف» في أورباريوم في نطاق رابوتينشتاين. كانت في هذا الوقت تنتمي إلى آمت تراونشتاين، والتي هي اليوم ضمن شونباخ في فالدفيارتيل النمساوية السفلى. وجدت بالفعل دون أي تعليق في عام 1911 من قبل ألوا بليسر الذي لم يعرف أيضًا موقعها الدقيق. أثبت هورنر أن المزرعة التي ما تزال موجودة في الواقع والتي تسمى وايد هي نفسها المذكورة وجمع أدلة على ولادة فالتر في فالدفيارتيل («حي الغابات»). نشر هذا في كتابه 800 سنة تراونستاين، مشيرًا إلى أن فالتر قال «في النسما [في ذلك الوقت كان يقصد بالنمسا المنطقة السفلى من النمسا فقط وفيينا] تعلمت الغناء والكلام». تقول التقاليد إن فالتر الذي كان واحدًا من المعلمين العشرة، كان مالكًا لأراض من بوهيميا، والتي لا تتناقض مع أصله المحتمل في فالدفيارتيل، لأنه في العصور الوسطى كان يشار إلى فالدفيارتيل من وقت لآخر على أنها فيرسيس بوميام. قدم بيرند ثوم دعمًا قويًا لهذه النظرية في عام 1977 وعام 181 من (جامعة كارلسروه، ألمانيا)، مما جعل نظرية فالدفيارتيل معقولة للغاية. بدأ ثوم بتحليل محتوى عمل فالتر، وخاصة أعماله الخاصة بالحملات الصليبية والمعروفة أيضًا باسم «مرثية العصور القديمة»، وخلص إلى أن مسقط رأس فالتر كان بعيدًا عن جميع طرق السفر في تلك الفترة وكان ضمن منطقة ما تزال فيها الأرض واضحة. صب هذا المغني أحزانه من خلال قوله «بيرايتيت إيست دتس فيلت، فيرهوفين إيست دير فالت» ويقترح أنه ما عاد يتعرف على شعبه وأرضه وهنا المقصود فالدفيارتيل.
إضافة إلى أنه في عام 1987، توصل كل من والتر كلومفار وأمينة المكتبة شارلوت تسيغلر في عام 1987، إلى استنتاج مفاده أن فالتر قد يكون ولد في فالدفيارتيل. كانت نقطة البداية في دراستهما هي أيضًا الكلمات المذكورة أعلاه من فالتر. كان هذا موضع شك خلال البحث، ولكن لم يذكر في البحث، التاريخ الدقيق لميلاده. يشير كلومفار إلى خريطة تاريخية استخلصت من قبل رهبان دير تشيفتل في القرن السابع عشر، بمناسبة نزاع قانوني. توضح هذه الخريطة قرية فالتر وحقلًا عليه علامة «فوغلفايدت» (بالقرب من أللنتاشتيغ) ومنزل ينتمي إلى القرية. أصبحت القرية مهجورة، ولكن كان من الممكن حفر وإعادة بناء علامة جيدة على الخريطة لإثبات دقتها. كان كلومفار قادرًا أيضًا على إعادة بناء ملكية الأراضي في هذه المنطقة وإثبات وجود الاسم المسيحي فالتر (غير النادر). افترض فرانتس بفيفر على عكس هذه النظرية، أن المغني ولد في فيبتال في جنوب تيرول، حيث هناك غابة تدعى فوردير وهينترفوغلفايد، ليست بعيدة عن بلدة صغيرة على نهر أيساك. مع ذلك، هذا من شأنه أن يتعارض مع حقيقة أن فالتر لم يكن قادرًا على زيارة وطنه لعدة عقود. في هذا الوقت كانت تيرول موطنًا للعديد من مغنيي قصائد الحب المعروفين. أصبح بلاط فيينا، تحت حكم ديوك فريدريك الأول من عائلة بابنبرغ، مركزًا للشعر والفن.

## معرض صور

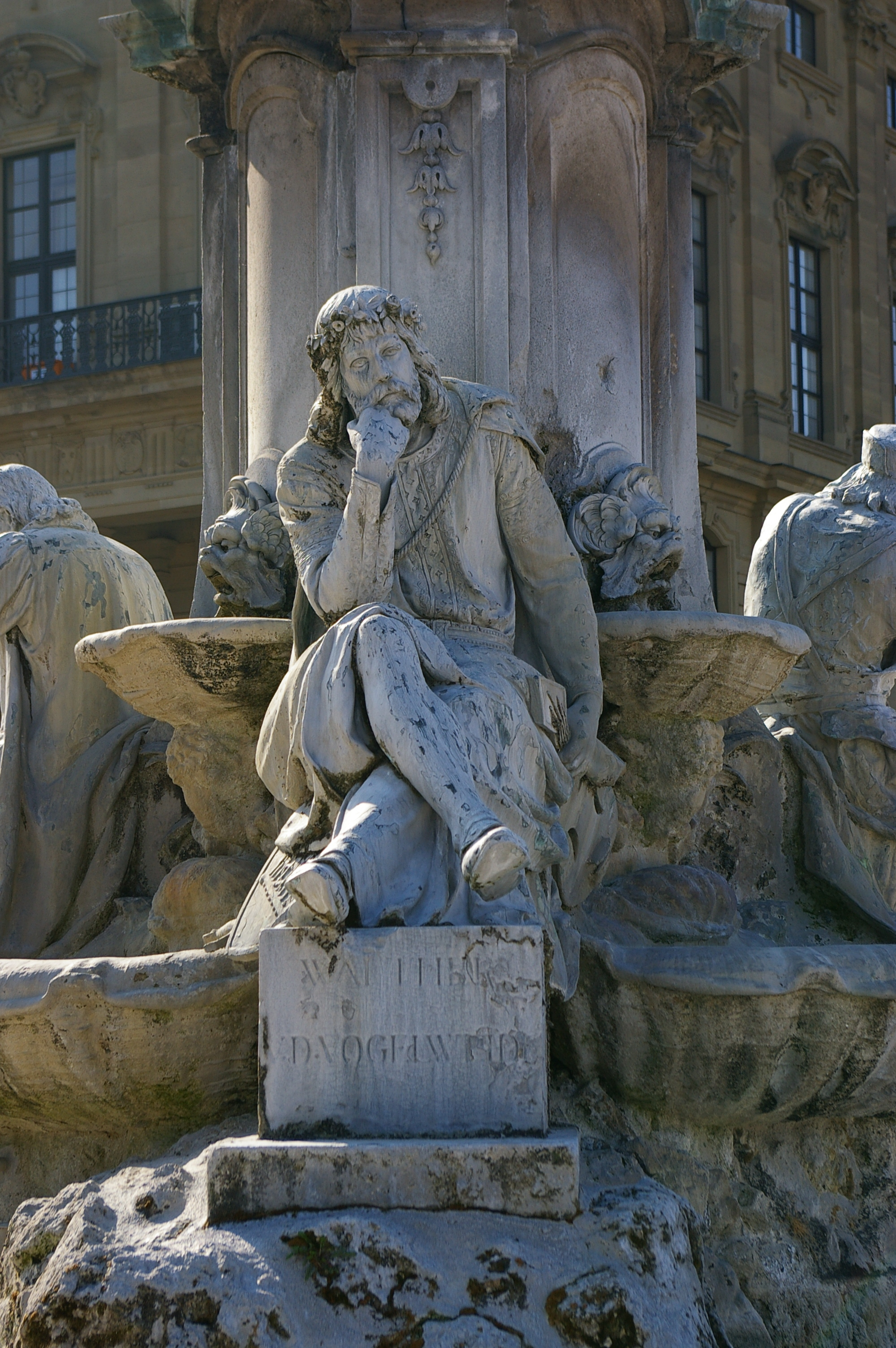
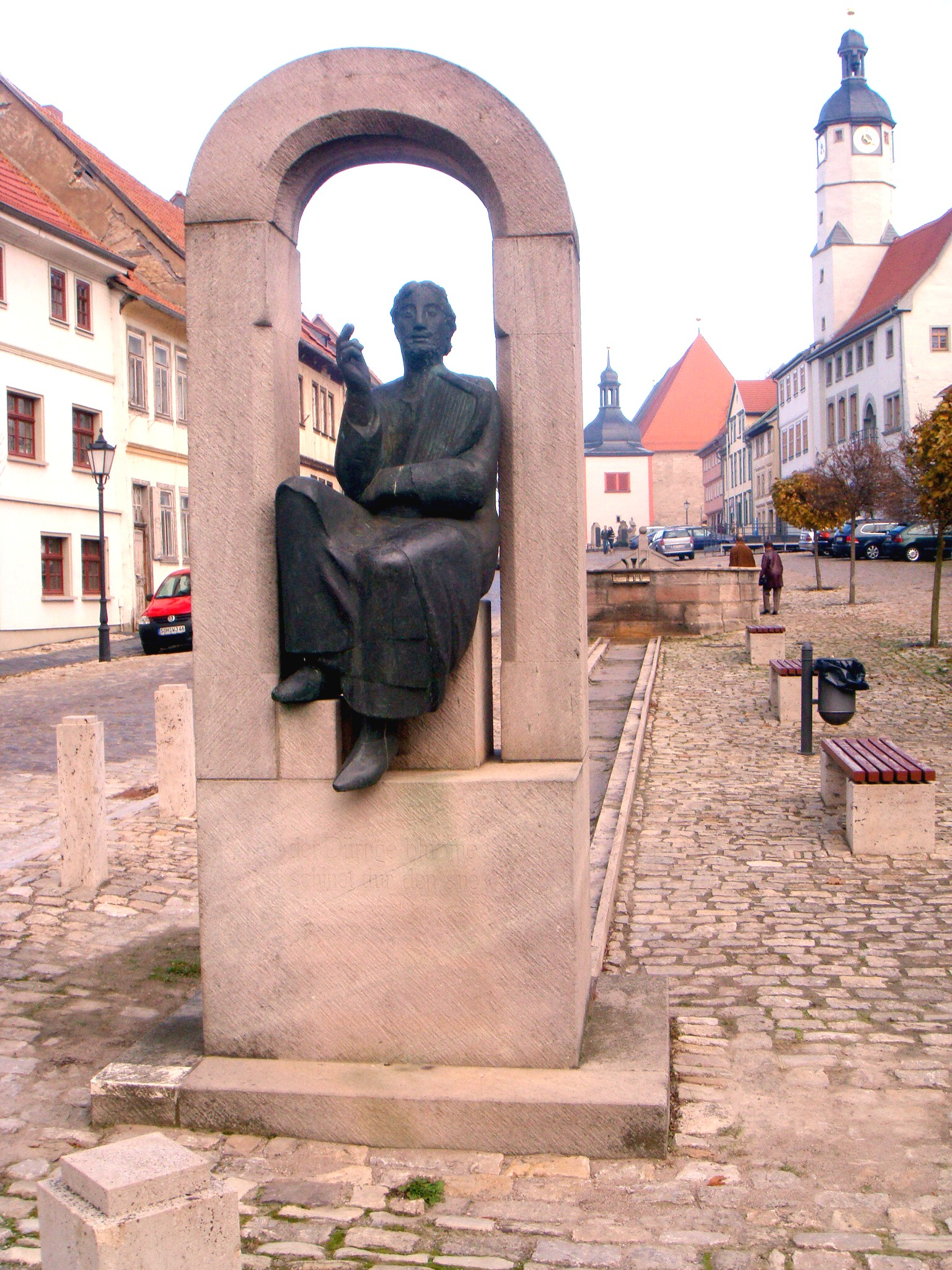
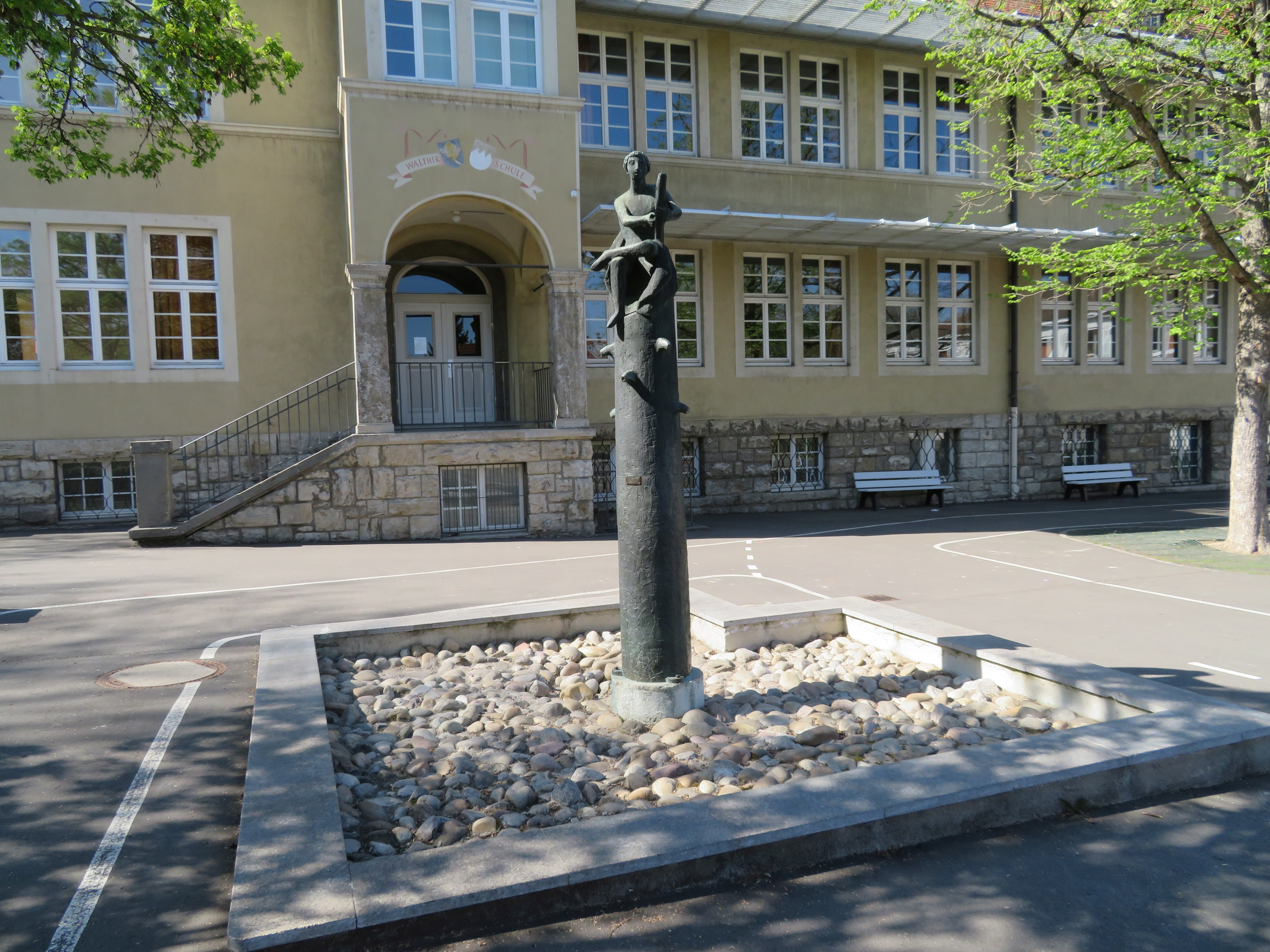